# Tommy Andersson (nationalekonom)
Tommy Andersson, född 15 oktober 1974, är en nationalekonom och debattör verksam vid Lunds universitet och Handelshögskolan i Stockholm.
Andersson blev fil.dr. 2004 efter en sammanläggningsavhandling om prissättning. Han är sedan 2016 professor vid Lunds Universitet och sedan 2019 affilierad professor vid Handelshögskolan i Stockholm. Han är styrelseledamot i Society for Economic Design sedan 2013 (president sedan 2023) och styrelseledamot i Society for Social Choice and Welfare sedan 2016. 2019 utsågs han till adjungerad ledamot av Kommittén för priset i ekonomisk vetenskap till Alfred Nobels minne.
Anderssons forskar främst inom teorin för allokeringsmekanismer och marknadsdesign. I sin forskning använder han metoder från nationalekonomi, operationsanalys, datalogi och spelteori.
2020 utkom han med boken Algoritmmakaren (Fri Tanke förlag) och 2023 utkom han med boken Demokratiparadoxen (Fri Tanke förlag).

## Praktiskt arbete
Även om Anderssons forskning främst är teoretisk har hans arbeten haft stor praktisk betydelse då han genom sitt pro bono arbete har hjälpt till att implementera ett flertal av sina beslutsalgoritmer. Han är bland annat en av upphovsmännen bakom Sveriges och Skandinaviens första njurbytesprogram, Scandiatransplant Paired Kidney Exchange Programme (STEP). Det första njurbytet inom ramen för detta program skedde i oktober 2018. Sedan dess transplanteras patienter regelbundet inom ramen för STEP. Den 1 april 2019 anslöt även Danmark och Norge till STEP.
Andersson är också en av upphovsmännen bakom den första algoritmen i världen som faktiskt använts för att geografiskt placera kvotflyktingar. Denna algoritm namngavs Annie MOORE (MOORE står för Matching and Outcome Optimization for Refugee Empowerment) efter den första invandraren att registreras vid den nyöppnade migrationsstationen på Ellis Island i New York 1891. Annie MOORE används sedan maj 2018 av den amerikanska organisationen Hebrew Immigrant Aid Society (HIAS) för att placera kvotflyktingar i USA.
Andersson har också hjälpt Svenska kommuner med algoritmiskt skolval.